# Dorsifulcrum latum
Dorsifulcrum latum är en fjärilsart som beskrevs av Claude Herbulot 1979. Dorsifulcrum latum ingår i släktet Dorsifulcrum och familjen mätare. Inga underarter finns listade i Catalogue of Life.